# Modúbar de la Cuesta
Modúbar de la Cuesta es una localidad del municipio burgalés de Carcedo de Burgos, en la Comunidad Autónoma de Castilla y León (España). Dependen de Carcedo de Burgos. 
La iglesia está dedicada a san Cristóbal Mártir.

## Localidades limítrofes
Confina con las siguientes localidades:
- Al norte con Carcedo de Burgos.
- Al sureste con Modúbar de San Cibrián y Los Ausines.
- Al suroeste con Revillarruz.
- Al oeste con Modúbar de la Emparedada.
- Al noroeste con Cardeñadijo.

## Demografía
Evolución de la población
| Gráfica de evolución demográfica de Modúbar de la Cuesta entre 2000 y 2017 |
|                                                                            |
| Población de derecho (2000-2017) según el padrón municipal del INE         |

## Historia
Así se describe a Modúbar de la Cuesta en el tomo XI del Diccionario geográfico-estadístico-histórico de España y sus posesiones de Ultramar, obra impulsada por Pascual Madoz a mediados del siglo XIX:

Lugar con ayuntamiento en la provincia, partido judicial, diócesis, audiencia territorial y capitanía general de Burgos (2 ½); Situado al pie y lado occidental de un cerro, donde reinan todos los vientos, siendo su clima sano, y las enfermedades dominantes los constipados y toses. Cuenta 10 casas, una iglesia parroquial (San Cristóbal), y un cementerio; el culto de aquella está servido por un cura y un sacristán. El término confina con los de Carcedo, Modúbar de San Cebrián y Modúbar de la Emparedada. Su terreno en parte es de buena y en parte de mala calidad, estando surcado por un arroyo de curso perenne que va a desaguar en el río titulado Ausín, en el término de Saldaña. Caminos: los de pueblo a pueblo. Correos: la correspondencia se recibe de Burgos por los mismos particulares. Producciones: trigo, cebada, avena, legumbres, patatas y algunas frutas; ganado lanar; caza de perdices, liebres y conejos, y pesca de cangrejos en el expresado arroyo. Industria: la agrícola. Población: 6 vecinos, 22 almas. Capital productivo: 256.410 reales. Imponible: 25.017. Contribución: 360 reales 27 maravedíes.
Diccionario geográfico-estadístico-histórico de España y sus posesiones de Ultramar